# Station Kootwijk
Station Kootwijk (Ko) was een treinstation in de Nederlandse plaats Kootwijk (provincie Gelderland) dat lag aan de Oosterspoorweg, tussen station Amersfoort en station Apeldoorn. Het heeft onder meer een rol gespeeld bij goederenvervoer ten bate van het zenderpark Radio Kootwijk. Het station werd geopend in 1902. Op 15 mei 1934 werd het station gesloten.